# Forces armées syriennes
 (août 2025).
La mise en forme du texte ne suit pas les recommandations de Wikipédia : il faut le « wikifier ».
Les points d'amélioration suivants sont les cas les plus fréquents. Le détail des points à revoir est peut-être précisé sur la page de discussion.
- Les titres sont pré-formatés par le logiciel. Ils ne sont ni en capitales, ni en gras.
- Le texte ne doit pas être écrit en capitales (les noms de famille non plus), ni en gras, ni en italique, ni en « petit »…
- Le gras n'est utilisé que pour surligner le titre de l'article dans l'introduction, une seule fois.
- L'italique est rarement utilisé : mots en langue étrangère, titres d'œuvres, noms de bateaux, etc.
- Les citations ne sont pas en italique mais en corps de texte normal. Elles sont entourées par des guillemets français : « et ».
- Les listes à puces sont à éviter, des paragraphes rédigés étant largement préférés. Les tableaux sont à réserver à la présentation de données structurées (résultats, etc.).
- Les appels de note de bas de page (petits chiffres en exposant, introduits par l'outil «  Source ») sont à placer entre la fin de phrase et le point final[comme ça].
- Les liens internes (vers d'autres articles de Wikipédia) sont à choisir avec parcimonie. Créez des liens vers des articles approfondissant le sujet. Les termes génériques sans rapport avec le sujet sont à éviter, ainsi que les répétitions de liens vers un même terme.
- Les liens externes sont à placer uniquement dans une section « Liens externes », à la fin de l'article. Ces liens sont à choisir avec parcimonie suivant les règles définies. Si un lien sert de source à l'article, son insertion dans le texte est à faire par les notes de bas de page.
- La présentation des références doit suivre les conventions bibliographiques. Il est recommandé d'utiliser les modèles {{Ouvrage}}, {{Chapitre}}, {{Article}}, {{Lien web}} et/ou {{Bibliographie}}. Le mode d'édition visuel peut mettre en forme automatiquement les références.
- Insérer une infobox (cadre d'informations à droite) n'est pas obligatoire pour parachever la mise en page.

Pour une aide détaillée, merci de consulter Aide:Wikification.
Si vous pensez que ces points ont été résolus, vous pouvez retirer ce bandeau et améliorer la mise en forme d'un autre article.
Ne doit pas être confondu avec Armée nationale syrienne, Hayat Tahrir al-Cham ou Forces armées arabes syriennes.
Les Forces armées syriennes sont les forces militaires de la Syrie, dont la principale branche est actuellement l'Armée syrienne.
Après l'indépendance en 1946, l'armée syrienne a joué un rôle majeur dans la gouvernance de la Syrie, organisant six coups d'État militaires : trois en 1949, dont le coup d'État syrien de mars, le coup d'État d'août, et celui de décembre, et un chacun en 1951, 1954, 1963, 1966 et 1970. Sur le plan interne, elle joua un rôle majeur dans la répression du soulèvement islamiste de 1979-1982 en Syrie et, de 2011 à 2024, elle fut fortement engagée dans la guerre civile syrienne, la guerre la plus violente et la plus longue à laquelle l'armée syrienne ait participé depuis sa création dans les années 1940.
Elle a mené quatre guerres avec Israël (la guerre israélo-arabe de 1948-1949, la guerre des Six Jours en 1967, la guerre du Kippour de 1973 et la guerre du Liban de 1982) et une avec la Jordanie (« Septembre noir » en Jordanie, 1970). De 1976 à 2005, l'armée fut le principal pilier de l'occupation syrienne du Liban.
L'armée avait recours à la conscription. Les hommes servaient dès l'âge de 18 ans, mais étaient exemptés du service s'ils n'avaient pas de frère capable de subvenir aux besoins de leurs parents. Les femmes étaient exemptées de la conscription.
Les forces armées arabes syriennes se sont effondrées en 2024 avec la chute du régime d'Assad et la fuite de Bachar al-Assad. En 2025, une nouvelle armée syrienne est en cours de formation sous l’autorité du gouvernement transitoire. Plus de 70 factions, dont HTS, l’ANS, sont progressivement intégrées dans une structure unifiée.

## Histoire

### Du mandat à l'indépendance (1923-1945)
La force de volontaires du Mandat français, qui deviendra plus tard l'armée syrienne, fut créée en 1923 face à la menace du nationalisme arabe syrien. Bien que les officiers de l'unité fussent tous français à l'origine, il s'agissait de fait de la première armée syrienne moderne autochtone. En 1925, cette force fut élargie et rebaptisée Armée du Levant. En 1941, pendant la Seconde Guerre mondiale, l'armée du Levant participa à une résistance vaine contre la campagne de Syrie-Liban, l'invasion britannique et française libre qui chassa les Français de Vichy de Syrie.
Après la prise de pouvoir par les Alliés, l'armée passa sous le contrôle des Forces françaises libres et fut désignée sous le nom de Troupes du Levant. Les autorités du mandat français maintenaient une gendarmerie pour surveiller les vastes zones rurales de la Syrie. Cette force paramilitaire était utilisée pour combattre les criminels et les ennemis politiques du gouvernement du mandat. Comme pour les troupes spéciales levantines, les officiers français occupaient les postes les plus élevés, mais à l'approche de l'indépendance syrienne, les grades inférieurs à celui de major furent progressivement pourvus par des officiers syriens diplômés de l'Académie militaire de Homs, créée par les Français dans les années 1930. En 1938, les Troupes spéciales comptaient environ 10 000 hommes et 306 officiers (dont 88 Français, principalement aux grades supérieurs). La majorité des troupes syriennes étaient d'origine rurale et d'origine ethnique minoritaire, principalement des Alaouites, des Druzes, des Kurdes et des Circassiens. À la fin de 1945, l'armée comptait environ 5 000 hommes et la gendarmerie environ 3 500. En avril 1946, les derniers officiers français furent contraints de quitter la Syrie en raison d'offensives de résistance soutenues ; les Forces levantines devinrent alors les forces armées régulières du nouvel État indépendant et s'accrurent rapidement pour atteindre environ 12 000 hommes au moment de la guerre israélo-arabe de 1948, première des quatre guerres israélo-arabes impliquant la Syrie entre 1948 et 1986.

### Première et Deuxième République (1946-1963)
Les forces armées syriennes ont participé à la guerre israélo-arabe de 1948 (contre Israël) et ont été impliquées dans plusieurs coups d'État militaires . Entre 1948 et 1967, une série de coups d'État a détruit la stabilité du gouvernement et tout le professionnalisme restant au sein des forces armées. En mars 1949, le chef d'état-major, le général Husni al-Za'im, s'est installé président. Deux autres dictateurs militaires ont suivi en décembre 1949. Le général Adib Shishakli a ensuite occupé le pouvoir jusqu'à sa destitution lors du coup d'État syrien de 1954. D'autres coups d'État ont suivi, chacun accompagné d'une purge du corps des officiers afin d'éliminer les partisans des perdants de la force.
Les forces armées syriennes faisaient partie des forces armées de la République arabe unie entre 1958 et 1961 mais ont conservé leur autonomie. Certaines forces terrestres syriennes formaient la Première armée tandis que les Deuxième et Troisième armées étaient créées par la moitié égyptienne de l'État unifié.

### Syrie baasiste (1963-2024)
Au début de la guerre du Kippour en 1973, l'armée syrienne lance une attaque pour s'emparer du plateau du Golan, qui a été repoussée de justesse par deux brigades israéliennes largement inférieures en nombre. Depuis 1973, la ligne de cessez-le-feu a été respectée par les deux camps, avec très peu d'incidents jusqu'à la guerre civile syrienne,.
En 1976, le président du Liban a invité la Syrie à intervenir aux côtés du gouvernement libanais contre la guérilla de l'OLP et les forces chrétiennes libanaises. La Force de dissuasion arabe était initialement composée d'un noyau syrien, comptant jusqu'à 25 000 hommes, avec la participation d'autres États de la Ligue arabe, totalisant seulement environ 5 000 hommes,,. Fin 1978, après que la Ligue arabe eut prolongé le mandat de la Force de dissuasion arabe, les Soudanais, les Saoudiens et les Émirats arabes unis ont annoncé leur intention de retirer leurs troupes du Liban, prolongeant leur présence jusqu'aux premiers mois de 1979 à la demande du gouvernement libanais. Les troupes libyennes ont été pratiquement abandonnées et ont dû rentrer chez elles (si tant est qu'elles y retournent), et les FAD sont ainsi devenues une force purement syrienne, qui comprenait l' Armée de libération de la Palestine (APL).
Un an après qu'Israël ait envahi et occupé le Sud-Liban pendant la guerre du Liban de 1982, le gouvernement libanais n'a pas prolongé le mandat des ADF, mettant ainsi fin à leur existence, mais pas à la présence militaire syrienne ou israélienne au Liban. Finalement, la présence syrienne est devenue connue sous le nom d'occupation syrienne du Liban.

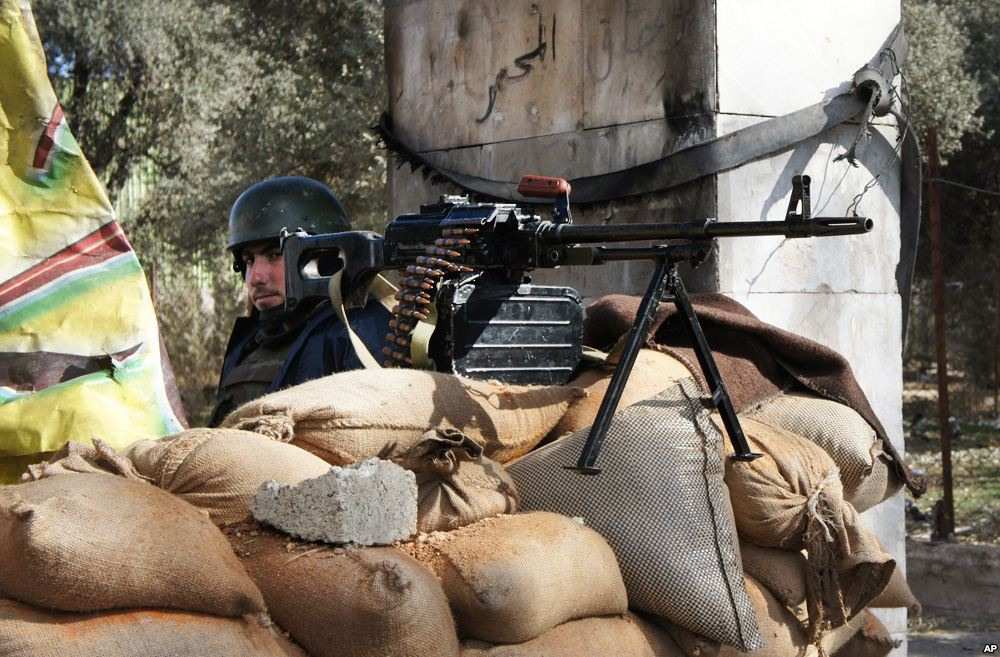
Un soldat syrien surveillant un poste de contrôle près de Damas.

En raison des violences perpétrées par l'Armée arabe syrienne contre la population et de l'arrestation d'un grand nombre de personnes, des soldats de différentes religions et sectes (sunnites, chiites, druzes et chrétiennes) ont fait défection en avril 2011 pour protester contre les ordres de tuer les manifestants. En 2014, le nombre d'officiers déserteurs avait atteint environ 170 000, de différents grades. Ils ont formé l'Armée syrienne libre le 29 juillet 2011 et, au début du conflit, ils dépendaient d'armes légères. L'armement de l'Armée syrienne libre a commencé à la mi-2012.

### Gouvernement de transition syrien (2024-présent)
En décembre 2024, l'Armée arabe syrienne, aux côtés de la République arabe syrienne elle-même, s'effondre avec la chute du régime Assad. Une partie des forces restantes du régime d'Assad traverse la frontière avec l'Irak, d'autres retirent leurs uniformes avant que les rebelles n'arrivent à Damas, dernier territoire contrôlé par le régime Assad. Le général américain à la retraite Wesley Clark déclare alors qu'une vidéo montrant les forces d'Assad évacuant vers l'Irak témoignait de la « démoralisation et de l'effondrement d'une armée », et que les forces savaient qu'elles allaient perdre, les rebelles prenant Damas et le sort d'Assad demeurant inconnu. Il compare cette situation à la chute de Kaboul en 2021, où les forces armées afghanes soutenues par les États-Unis se sont effondrées, et que face à une défaite certaine, les armées « fondaient » tout simplement.
Le 11 décembre 2024, les dirigeants des Forces démocratiques syriennes, les forces militaires de l'Administration autonome du Nord et de l'Est de la Syrie (AANES), se préparent à des « négociations visant à créer un gouvernement syrien à base élargie qui ne soit pas sous le contrôle d'al-Julani ». Les dirigeants de la Chambre des opérations du Sud rencontrent al-Julani le 11 décembre et ont exprimé leur intérêt pour la « coordination », un « effort unifié » et la « coopération », sans déclarer qu'ils soutiendraient le gouvernement de transition de HTC.
Le 17 décembre 2024, le nouveau Premier ministre syrien Mohammed al-Bachir, issu d'HTC, déclare que le ministère de la Défense sera restructuré en utilisant d'anciennes factions rebelles et des officiers ayant fait défection de l'armée d'Assad. Murhaf Abu Qasra, le commandant militaire de HTC déclare à The Economist: « Toutes les unités militaires seront naturellement transférées au ministère de la Défense, formant une armée unifiée chargée de protéger la nation au nom de tous les Syriens. » The Economist ajoute que Qasra a insisté sur le fait qu'« il n'y aura pas de place dans la nouvelle Syrie pour les djihadistes désireux de lancer des attaques ». Abu Qasra, s'adressant à l'AFP, déclare que HTC serait « parmi les premiers à prendre l'initiative » de dissoudre sa branche armée pour une armée nationale; le 21 décembre, il est rapporté qu'Abu Qasra a été nommé ministre de la Défense de transition.
Le 22 décembre 2024, Ahmed al-Charaa déclare que le nouveau gouvernement syrien annoncerait la nouvelle structure de l'armée syrienne dans les jours à venir. Deux jours plus tard, le gouvernement de transition annonce qu'une réunion entre les groupes d'opposition et Ahmed al-Charaa « s'est soldée par un accord sur la dissolution de tous les groupes et leur intégration sous la supervision du ministère de la Défense »,.
Le 26 décembre 2024, les « anciennes forces du dirigeant déchu Bachar el-Assad » tuent 14 combattants de HTC lors de la capture de Mohammad Kanjo Hassan par les forces de HTC. Le général Hassan, ancien chef de la justice militaire et président du tribunal de campagne, était étroitement lié à la prison de Sednaya, où les détenus étaient souvent brutalement torturés. Cela a conduit aux affrontements dans l'ouest de la Syrie contre le nouveau gouvernement syrien de transition.
Le 29 décembre 2024, le président syrien de transition Ahmed al-Charaa annonce la promotion de 42 personnes au grade de colonel, 5 au grade de général de brigade et 2 au grade de général de division dans l' Armée syrienne. Ce nombre comprenait le ministre de la Défense Abu Qasra et le nouveau chef d'état-major général des forces armées syriennes et de l'armée Ali Noureddine Al-Naasan, qui ont tous deux été élevés au grade de général de division,. En janvier 2025, le ministère de la Défense déclare avoir rencontré plus de 60 groupes armés et affirme que tous les groupes armés ont accepté de faire partie des forces armées et s'étaient réorganisés en unités, mais rejettent la proposition des FDS de créer un « bloc » kurde au sein des forces armées. Plus tard en février, les FDS, l' Administration démocratique autonome du nord et de l'est de la Syrie (AANES) et le Conseil démocratique syrien ont décidé lors d'une réunion que les FDS fusionneraient avec l'Armée syrienne,.
Le 8 mars 2025, l’Observatoire syrien des droits de l’homme signale que les forces de sécurité syriennes et les combattants pro-gouvernementaux sont impliqués dans le massacre de plus de 750 civils alaouites au cours d’affrontements avec les groupes supposés pro-Assad restants dans les gouvernorats occidentaux de la Syrie.
En juin 2025, le gouvernement syrien de transition affirme avoir recruté la moitié de son armée prévue de 200 000 hommes en unissant diverses factions syriennes dirigées par HTC, dont 30 000 membres de l'Armée nationale syrienne, ainsi que des combattants étrangers. Les deux tiers des hauts commandants sont d'anciens membres de HTC.

### Organisation

#### Armée de terre
L'armée syrienne est une association de groupes disparates, dont le noyau central est issu de Hayat Tahrir al-Cham, sous le contrôle nominal du ministère de la Défense, et qui constituent les forces militaires terrestres des Forces armées syriennes, dont l'armée syrienne est la principale branche.

#### Armée de l'air
Après la chute du régime Assad et la destruction de la plupart de la flotte aérienne syrienne par l'armée israélienne, Hayat Tahrir al-Cham a commencé à remettre en état des hélicoptères. Un Mil Mi-24 est utilisé en mars 2025 lors de l'insurrection et massacres de la côte syrienne.

## Équipement
À partir de décembre 2024, il est devenu beaucoup plus difficile de déterminer l'état et le statut des équipements des Forces armées syriennes. Des pertes importantes ont été causées par les frappes aériennes israéliennes, les actions de HTC, les opérations des milices, ainsi que par l'importance accordée aux systèmes de défense aérienne, aux missiles sol-sol et à d'autres moyens susceptibles de transporter des armes non conventionnelles. Les données relatives à ces évolutions doivent être traitées avec la plus grande prudence.
Après la chute du régime syrien, les frappes israéliennes contre la Syrie se sont intensifiées, détruisant une grande partie de son matériel militaire en 48 heures. De plus, l'armée israélienne a étendu son contrôle territorial en Syrie. Le président syrien Ahmed al-Charaa a réagi à l'agression israélienne par la déclaration suivante : « Israël a clairement franchi la ligne de désengagement en Syrie, ce qui menace une nouvelle escalade injustifiée dans la région », mais « l'épuisement général en Syrie après des années de guerre et de conflit ne nous autorise pas à nous engager dans de nouveaux conflits ».

## Aller plus loin
- Forces armées au Moyen-Orient : politique et stratégie, sous la direction de Barry Rubin et Thomas A. Kearney. Londres et Portland (Oregon) : Frank Cass, 2002. Études BESA en sécurité internationale.  (ISBN 0714652555). Chapitre sur la Syrie par Eyal Zisser.